# 候井県
候井県（こうせい-けん）は、中華人民共和国河北省にかつて存在した県。現在の泊頭市に相当する。
前漢により設置され、後漢により廃止された。